# Fontaine-la-Rivière
Fontaine-la-Rivière település Franciaországban, Essonne megyében. Lakosainak száma 182 fő (2022. január 1.). Fontaine-la-Rivière Boissy-la-Rivière, Abbéville-la-Rivière, Marolles-en-Beauce és Saint-Cyr-la-Rivière községekkel határos.

## Népesség
A település népességének változása:
| Lakosok száma | 234  | 251  | 236  | 212  | 193  | 182  | 179  | 172  | 182  |
|               | 2013 | 2015 | 2016 | 2017 | 2018 | 2019 | 2020 | 2021 | 2022 |